# Charles Cathcart, IX Lord Cathcart
Charles Schaw Cathcart, IX Lord Cathcart (Edimburgo, 21 marzo 1721 – Londra, 14 agosto 1776) è stato un generale e diplomatico scozzese.

## Biografia
Era il figlio di Charles Cathcart, VIII Lord Cathcart, e di sua moglie, Marion Shaw.

## Carriera
Oppositore alla restaurazione della monarchia Stuart, è diventato un aiutante di campo del duca di Cumberland e durante la battaglia di Fontenoy, venne colpito in faccia. Nel ritratto di Joshua Reynolds, Cathcart venne ritratto con la patch di seta nera che ha usato per coprire la cicatrice sulla guancia. Questo gli ha valso il soprannome di 'Patch Cathcart'. L'anno successivo nella battaglia di Culloden, ancora una volta in qualità di aiutante di campo del duca di Cumberland, Cathcart è stato ancora una volta ferito in battaglia.
Nel 1760 raggiunse il grado di tenente generale.
Nel febbraio 1768 è stato nominato Ambasciatore a San Pietroburgo ed è stato ben accolto da Caterina la Grande. Ha servito alla corte russa fino al 1772. Al suo ritorno in Gran Bretagna è stato eletto Rettore dell'Università di Glasgow nel 1773.

## Matrimonio
Sposò, il 24 luglio 1753 a Greenwich, Lady Jane Hamilton (19 agosto 1726-13 novembre 1771), figlia di capitano Archibald Hamilton. Ebbero sette figli:
- Jane Cathcart (20 maggio 1754-5 dicembre 1790)[3], sposò John Murray, IV duca di Atholl, ebbero cinque figli;
- William Cathcart, I conte Cathcart (17 settembre 1755-16 giugno 1843);
- Mary Cathcart (1757-26 giugno 1792), sposò Thomas Graham, I barone Lynedoch[4], non ebbero figli;
- Louisa Cathcart (1758-11 luglio 1843), sposò in prime nozze David Murray, II conte di Mansfield, ebbero cinque figli, e in seconde nozze Robert Greville, ebbero due figlie;
- Charles Allan Cathcart (8 dicembre 1759-10 giugno 1788);
- Archibald Hamilton Cathcart (25 luglio 1764-10 ottobre 1841), sposò Frances Henrietta Fremantle, ebbero tre figlie;
- Catherine Charlotte (1770).

## Morte
Morì il 14 agosto 1776.